# Mini Estadi
Mini Estadi (marknadsfört som Miniestadi) var en fotbollsstadion i Barcelona, invigd 23 september 1982 och riven i slutet av 2019.
Den användes som hemmaarena för FC Barcelona Atlètic och Juvenil A. Arenan hade 15 276 platser. Den låg granne med den större stadion Camp Nou som är hemmaarena för FC Barcelonas A-lag.
Tidigare har Mini Estadi även varit hemmaplan för FC Barcelona Femení och FC Barcelona B. Dessa har sedan 2019 flyttat till nybyggda Estadi Johan Cruyff, på grund av den planerade ombyggnaden av Camp Nou med omgivningar. Hösten 2019 revs arenan, som nu (2021) ersatts av en byggarbetsplats.